# PBP Worldmeeting
Das PBP Worldmeeting (World Meeting on Pharmaceutics, Biopharmaceutics and Pharmaceutical Technology) ist eine wissenschaftliche Fachkonferenz, die im Jahr 1995 erstmals von der Arbeitsgemeinschaft für Pharmazeutische Verfahrenstechnik (APV) und der association de pharmacie galénique industrielle (apgi) ausgerichtet wurde und seit 2006 alle zwei Jahre in wechselnden Ländern Europas stattfindet. Neben der APV und der apgi zählt seit 2002 auch die Società Italiana di Technologia e Legislazione Farmaceutiche (SITELF) zu den Hauptorganisatoren, daneben sind zahlreiche weitere Fachgesellschaften aus der ganzen Welt beteiligt.
Das PBP World Meeting hat sich als die wichtigste Konferenz in Europa für die Entwicklung und Herstellung von Arzneimitteln etabliert. Wissenschaftler aus aller Welt, überwiegend tätig in der pharmazeutischen Industrie, bei deren Zulieferern und in akademischen Forschungseinrichtungen, besuchen die Veranstaltung, auf der in Vorträgen und Posterpräsentationen neue Entwicklungen und Technologien vorgestellt werden. Bisherige und zukünftige Austragungsorte des PBP Worldmeetings:
- 1995 1st PBP Worldmeeting in Budapest, Ungarn
- 1998 2nd PBP Worldmeeting in Paris, Frankreich
- 2000 3rd PBP Worldmeeting in Berlin, Deutschland
- 2002 4th PBP Worldmeeting in Florenz, Italien
- 2006 5th PBP Worldmeeting in Genf, Schweiz
- 2008 6th PBP Worldmeeting in Barcelona, Spanien
- 2010 7th PBP Worldmeeting in Valletta, Malta
- 2012 8th PBP Worldmeeting in Istanbul, Türkei
- 2014 9th PBP Worldmeeting in Lissabon, Portugal
- 2016 10th PBP Worldmeeting in Glasgow, Schottland
- 2018 11th PBP Worldmeeting in Granada, Spanien
- 2020 12th PBP Worldmeeting in Wien, Österreich (wegen der COVID-19-Pandemie auf 2021 verschoben; 2021 dann Durchführung als Online-Event)
- 2022 13th PBP Worldmeeting in Rotterdam, Niederlande
- 2024 14th PBP Worldmeeting in Wien, Österreich